# オリバー・グッド
オリバー・グッド（英: Oliver Good、1996年10月23日 - ）は、日本で活動するイングランド出身の作曲家、編曲家。MONACA所属。

## 概要
イングランド出身。リーズ・ベケット大学音楽制作科卒業。2019年、音楽クリエイターチームのMONACAに参加。

## 参加作品

### アニメ
2020年
- まえせつ！（一部劇伴作編曲）
- おちこぼれフルーツタルト（一部劇伴演奏）

2022年
- 阿波連さんははかれない（一部劇伴作編曲）

2025年
- 魔神創造伝ワタル（一部劇伴作編曲）

### ゲーム
2021年
- ニーア レプリカント ver.1.22474487139...（一部BGM作編曲）
- SINoALICE -シノアリス-（一部BGM作編曲）
- Voice of Cards ドラゴンの島（一部BGM作編曲）

2022年
- Voice of Cards できそこないの巫女（一部BGM作編曲）
- アイドルマスター シンデレラガールズ スターライトステージ『THE IDOLM@STER CINDERELLA GIRLS STARLIGHT MASTER R/LOCK ON! 03 かぼちゃ姫』収録楽曲「純情接近STORY」（編曲）

### アーティスト
2019年
- 河野万里奈『水恋』収録楽曲「MARINARING」（作編曲）

2020年
- 鹿乃『yuanfen』収録楽曲「おかえり」（編曲）

2021年
- 花澤香菜『magical mode』（編曲）

2022年
- GEMS COMPANY「icy sweet」（編曲）

2023年
- MATULIP「RealityDrop」（作詞作編曲）